# Edguy
(Frase di apertura utilizzata nei concerti fino al 2007, tratta dal brano Mysteria.)
Gli Edguy sono un gruppo musicale heavy metal tedesco (power metal dal 1992 al 2004) il cui leader è Tobias Sammet, ideatore della metal opera Avantasia.

## Storia del gruppo

### 1992: La nascita
Nel 1992 due ragazzi quattordicenni di Fulda, Tobias Sammet e Jens Ludwig, decidono di formare un gruppo musicale per suonare musica rock e metal. Tobias suona la tastiera e canta, mentre Jens suona la chitarra. Ben presto si uniscono a loro anche Dominik Storch alla batteria e Dirk Sauer alla chitarra ritmica. Tobias passa dalla tastiera al basso e decide di chiamare la band "Edguy", in onore del suo professore di matematica Edgar Zimmerer, così soprannominato.

### 1994 - 1997: I primi anni
Inizialmente gli Edguy suonano solamente cover di gruppi celebri (Kiss, Deep Purple, Iron Maiden, Alice Cooper, Europe e pochi altri), finché un giorno decidono di comporre brani inediti. Nel 1994 registrano due demo, Evil Minded e Children of Steel, ma questi non assicurarono loro alcun contratto con le case discografiche locali, probabilmente perché il gruppo è troppo giovane. I quattro ragazzi, comunque, non si arrendono, e un anno dopo decidono di registrare da soli il loro primo album: Savage Poetry.
Né questo né l'album successivo (Kingdom of Madness, registrato nel 1997) hanno molto successo, probabilmente per via della qualità delle registrazioni, decisamente amatoriali.

### 1998 - 2001: La svolta
Nel 1998 i quattro ragazzi, all'epoca ventunenni, riescono ad attirare l'attenzione di Hansi Kürsch (cantante dei Blind Guardian) e di Timo Tolkki (chitarrista degli Stratovarius). Assieme a loro incidono Vain Glory Opera, il loro primo album registrato in uno studio professionale. Per le registrazioni si uniscono a loro Felix Bohnke alla batteria, al posto di Dominik Storch, e Tobias Exxel al basso. Anche Kürsch e Tolkki partecipano, rispettivamente cantando e suonando la chitarra in alcune canzoni. Il disco conseguente, che finalmente ha una produzione di qualità (il produttore è lo stesso Tolkki), ha un buon successo ed è ancora oggi considerato uno dei migliori della band.
La band, visto il successo ottenuto con Vain Glory Opera, pubblica un anno dopo un nuovo album: Theater of Salvation, con uno stile leggermente più "epico" e sinfonico. Nel 2001 viene pubblicato il singolo Painting on the Wall e, poco dopo, l'album Mandrake, che si avvicina maggiormente al tipico power metal in stile Helloween. Entrambi gli album hanno un discreto successo, tanto che la band diventa a poco a poco sempre più famosa ed apprezzata. Nel 2000, infatti, su richiesta dei fan, viene pubblicata The Savage Poetry, una riedizione del primo album, stavolta registrata in studio e con una buona produzione.
Un anno dopo gli Edguy pubblicano il loro primo live album, Burning Down the Opera, registrato a Parigi nel 2001 e contenente le loro canzoni di maggior successo.

### 2004 - 2009: Il successo e il cambiamento di stile
Nel 2004 la band pubblica l'EP King of Fools e, poco dopo, l'album Hellfire Club, con uno stile leggermente più thrash (vedasi Mysteria e Under the Moon). La produzione, affidata a Sascha Paeth, è eccellente, e la band riesce a stipulare un contratto con la celebre etichetta tedesca Nuclear Blast. Il successo è talmente enorme che viene organizzato un tour mondiale per promuovere l'album. Viene estratto dal disco il singolo Lavatory Love Machine.
Durante gli anni successivi la band decide di cambiare stile. Con l'EP Superheroes (2005) e l'album Rocket Ride (2006) le sonorità si allontanano dal power metal per avvicinarsi maggiormente all'heavy metal. Non mancano comunque brani di stampo tipicamente power, come ad esempio Spooks in the attic (sul disco Superheroes), Out of vogue e Return to the tribe (in Rocket Ride).  L'album, nonostante le numerose critiche dei fan, ottiene un buon successo e infatti viene organizzato un altro tour mondiale.
Nell'album Tinnitus Sanctus, uscito nel novembre 2008, le sonorità sono più vicine all'hard rock che al power metal, ma sono comunque presenti alcune tracce speed e sinfoniche, ad esempio Speedhoven. Per promuovere l'album viene organizzato un nuovo tour mondiale nel 2009 tocca anche l'Italia.

### 2009 - 2014: Gli ultimi dischi e tour mondiali
Dopo anni di attese gli Edguy pubblicano il loro primo Live DVD, Fucking with Fire - Live, nell'aprile 2009. Il DVD contiene un concerto completo registrato a San Paolo nel 2006, durante il Rocket Ride World Tour.
Nel 2011 la band pubblica Age Of The Joker, con uno stile non molto diverso da Rocket Ride ma con pezzi più elaborati e complessi e alcune melodie in stile celtico, country e rock progressivo.
Nel settembre 2013 la band annuncia l'uscita di un nuovo album previsto per il 2014.
Il 18 aprile 2014 esce negli Stati Uniti Space Police-Defenders of the crown, messo in commercio il successivo 22 aprile nel resto del mondo.

### 2017 - presente: La pausa dalle scene
Nel 2017 esce la raccolta Monuments, contenente i più grandi successi della band e 5 brani inediti.
Attualmente gli Edguy non hanno in cantiere nessuna produzione, nell'ultima decade infatti il leader Tobias Sammet è totalmente incentrato sul suo progetto parallelo Avantasia.

## Stile
Lo stile della band si è evoluto nel corso degli anni, ma generalmente è possibile classificarlo come power metal (soprattutto nei primi album) e hard rock (soprattutto negli ultimi). Le canzoni sono generalmente melodiche e la voce di Tobias Sammet, generalmente sempre pulita, mai in growl o in scream, ricorda molto lo stile canoro del vocalist degli Iron Maiden, Bruce Dickinson. Gli assoli di chitarra non mancano e spesso vengono eseguiti da due chitarre contemporaneamente (ad esempio in Babylon, Speedhoven e King of Fools). In tutti gli album sono presenti almeno una ballad ed un brano di durata elevata a carattere epico.
I testi, spesso metaforici, trattano vari argomenti come religione (Theater Of Salvation, The Piper Never Dies), amore (quasi tutte le ballad), sesso (Sex Fire Religion, Fucking with Fire) e critiche al mondo della musica (Two Out Of Seven, King Of Fools). Per trattare di questi temi, gli Edguy ricorrono spesso a espressioni esoteriche o ermetiche e fanno ampio uso di metafore. In ogni caso molte delle loro canzoni propongono argomenti più leggeri o comici (The Pride of Creation, Lavatory Love Machine).
La quasi totalità di testi e musiche sono composti dal frontman Tobias Sammet, salvo rare eccezioni in cui compare Jens Ludwig come coautore.

## Formazione

### Formazione attuale
- Tobias Sammet - voce, tastiera (solo in studio), basso (solo in studio)
- Jens Ludwig - chitarra solista e cori
- Dirk Sauer - chitarra ritmica e cori
- Tobias Exxel - basso e cori
- Felix Bohnke - batteria

### Ex componenti
- Dominik Storch - batteria (1992-98)

### Ospiti
- Michael Rodenberg - tastiera
- Miland Petrozza - voce nella versione alternativa di Mysteria
- Amanda Somerville - cori
- Oliver Hartmann - cori
- Ralf Zdiarstek - cori
- Norman Meiritz - cori
- Andy Allendorfer - cori
- Thomas Rettke - cori
- Claudia Boots-Zimmermann - cori
- Hansi Kürsch - voce nelle canzoni Out of Control e Vain Glory Opera
- Timo Tolkki - chitarra nella canzone Out of Control e produttore dell'album Vain Glory Opera
- Sascha Paeth - produttore

## Discografia
- 1995 - Savage Poetry
- 1997 - Kingdom of Madness
- 1998 - Vain Glory Opera
- 1999 - Theater Of Salvation
- 2000 - The Savage Poetry
- 2001 - Mandrake
- 2004 - Hellfire Club
- 2006 - Rocket Ride
- 2008 - Tinnitus Sanctus
- 2011 - Age of the Joker
- 2014 - Space Police - Defenders of the Crown
- 2017 - Monuments